# 霍林島
66°19′S 110°24′E / 66.317°S 110.400°E
霍林島（英語：Hollin Island）是南極洲的島嶼，位於威爾克斯地，處於米德格雷島以北，屬於風車群島的一部分，根據美國海軍拍攝的空中照片被繪入地圖，現時由南極條約體系管理。